# Kurowskaja
Kurowskaja (ros. Куровская) – węzłowa stacja kolejowa w miejscowości Kurowskoje, w rejonie oriechowsko-zujewskim, w obwodzie moskiewskim, w Rosji. Węzeł południowego szlaku Kolei Transsyberyjskiej z Wielkim Pierścieniem Kolei Moskiewskiej.